# Gaius Aelius Gallus
Gaius Aelius Gallus was een Romeins politicus. Van 26 tot 24 v.Chr. was hij praefectus Alexandreae et Aegypti. Hij is vooral bekend geworden door de veldtocht die hij ondernam naar Arabia Felix en die op een mislukking uitliep. Hij was de adoptiefvader van Lucius Aelius Seianus, praefectus praetorio onder keizer Tiberius.

## Leven
Aelius Gallus kwam uit de gens Aelia. Hij behoorde tot de stand van de equites. Keizer Augustus benoemde hem tot gouverneur over de provincia Alexandria et Aegyptus, waarmee hij de opvolger was van Gaius Cornelius Gallus, met wie hij nogal eens verward is vanwege de naamsgelijkenis. Hij was een goede vriend van de geograaf Strabo. Hij is ook wel geïdentificeerd met de Aelius Gallus die regelmatig genoemd wordt door Claudius Galenus vanwege zijn succesvolle medische behandelingen tijdens zijn veldtocht naar Arabia
De veldtocht die Gallus ondernam naar Arabia, vond plaats in opdracht van keizer Augustus, deels om het land en zijn inwoners te leren kennen, deels om vriendschappelijke betrekkingen aan te gaan (of bij verzet de volken te onderwerpen). Men was er toentertijd van overtuigd dat Arabia allerlei soorten schatten herbergde.
Toen Gallus met zijn leger, delen van Legio III Cyrenaica en Classis Alexandrina versterkt met elitetroepen van Obodas II en Herodes de Grote, Arabia binnentrok, vertrouwde hij op de Nabateeër Syllaeus als gids. Deze bedroog hem echter en leidde hem met zijn leger op een lange tocht dwars door de woestijn. Door de brandend hete zon in combinatie met een gebrek aan water en andere eerste levensbehoeften braken in het kamp voor de Romeinen onbekende ziekten uit. De volken van Arabia waren hierdoor niet alleen in staat de Romeinse aanval af te slaan, maar heroverden ook gebieden die eerder al in Romeinse handen waren gevallen. De mars door de woestijn van Arabia duurde zes maanden, maar toen Gallus eenmaal besloot zijn troepen terug te trekken, had hij hier slechts zestig dagen voor nodig. Met nog slechts een klein deel van zijn leger wist Gallus Alexandrië weer te bereiken.
Gallus werd opgevolgd door Publius Petronius. Vermoedelijk overlapten hun termijnen enigszins en werd Petronius reeds in 25 in het ambt benoemd.

## Antieke bronnen
- Strabo, Geographika XVI 4.22-24, XVII 2.12
- Cassius Dio LIII 29.3-8
- Plinius, Naturalis Historia VI 32
- Flavius Josephus, Ant. XV 317